# The King (2019)
The King é um filme de drama histórico de 2019, baseado em várias peças de "Henriad", de William Shakespeare. É dirigido por David Michôd, escrito por Michôd e Joel Edgerton, e estrelado por Timothée Chalamet, Edgerton, Sean Harris, Lily-Rose Depp, Robert Pattinson e Ben Mendelsohn.
O filme não é historicamente preciso, mas é baseado na série de peças "Henriad" de William Shakespeare (Richard II, Henry IV, Parte I, Henry IV, Parte II e Henry V), que narra a vida de Henrique V, que reinou na Inglaterra na primeira metade do século XV.
Sua estréia mundial ocorreu no Festival de Cinema de Veneza em 2 de setembro de 2019, e foi lançado em 11 de outubro de 2019 em cinemas selecionados antes de ser exibido para streaming digital em 1 de novembro de 2019 pela Netflix.

## Enredo
Henrique, Príncipe de Gales (chamado de "Hal" por seus amigos íntimos) é o filho mais velho e estressado emocionalmente do rei Henrique IV da Inglaterra. Hal não está interessado nas políticas de guerra de seu pai e passa seus dias bebendo e brincando com o companheiro John Falstaff em Eastcheap. Seu pai, Henrique IV, anuncia que seu filho mais novo Thomas, herdará o trono em vez de Hal, e convoca este último para dizer pessoalmente sua decisão. Thomas é enviado para subjugar a rebelião de Sor Hotspur, mas fica ofendido com a chegada de Hal, que enfrenta Hotspur em um único combate. A luta de espadas desce para uma briga blindada e Hal mata Hotspur com uma adaga. Embora isso decida a batalha sem mais conflitos, Thomas reclama que Hal roubou toda sua glória. Pouco tempo depois, Thomas morre em mais uma batalha no País de Gales.
Mais tarde, Henrique IV morre em sua cama com Hal presente, e Hal é coroado rei Henrique V. Hal está determinado a não ser como seu pai, optando por paz e conciliação, apesar de suas ações serem vistas como fraquezas. Enquanto isso, o Delfim da França envia uma bola, um presente de coroação insultuoso e esmagador para Hal; no entanto, Hal escolhe ver isso como um reflexo positivo de sua própria juventude. Hal tem uma breve conversa com sua irmã a rainha consorte Phillippa da Dinamarca, onde ele fala que o governo de seu pai enfraqueceu a Inglaterra e demonstra mudar isso, já Phillippa, demonstra compreender seu irmão e o aconselha não subestimar aqueles que estão ao lado de Hal para trazer a paz ao país.
Um assassino capturado é interrogado em francês por Hal e alega ter sido enviado pelo rei Charles VI da França para assassinar Hal. Os nobres ingleses Richard de Cambridge e Gray são abordados por agentes franceses, na esperança de induzi-los à causa francesa. Seguindo o conselho de seu chefe de justiça, William Gascoigne, de que é necessária uma demonstração de força para unir a Inglaterra e para provar sua competência como rei, Hal declara guerra à França e decapita Cambridge e Gray.
O exército inglês parte para a França, com Hal na linha de frente e Falstaff como seu capitão. Depois de tomar Harfleur com sucesso, eles continuam na campanha, mas são seguidos pelo Delfim, que tenta provocar Hal repetidamente. Os partidos ingleses deparam-se com um enorme exército francês para enfrentá-los. Dorset aconselha Hal a recuar, devido à superioridade dos franceses, mas Falstaff propõe um avanço falso, atraindo os franceses a avançar para a lama, onde serão pesados por suas armaduras pesadas e cavalos. Eles serão atacados pelos arqueiros ingleses e cercados por uma grande força de flanco escondida na floresta próxima.
Hal vai até o Delfim e se oferece para lutar em um único combate para decidir o resultado da batalha, mas o Delfim se recusa. A Batalha de Agincourt começa, com Hal no auge da luta. O plano funciona e o exército inglês em menor número domina os franceses, embora Falstaff seja morto nas linhas de frente.
Após a vitória decisiva, os ingleses continuam na França. Hal chega ao rei Charles VI, que oferece sua rendição e a mão de sua filha Princesa Catherine. Hal retorna à Inglaterra com sua nova esposa para as comemorações. Catherine desafia as razões de Hal para invadir a França, e Hal percebe que os supostos atos de agressão franceses contra a Inglaterra foram falsificados por seu chefe de Justiça Gascoigne para levar Hal à guerra. Hal confronta Gascoigne e, ao confirmar suas suspeitas, passa a esfaqueá-lo fatalmente. Ele então pede que Catarina sempre fale a verdade com ele. Enquanto isso, do lado de fora do palácio, as pessoas aplaudem "Rei Henry, Rei Henry" para comemorar sua vitória sobre os franceses.

## Elenco
- Timothée Chalamet como Rei Henrique "Hal" V
- Joel Edgerton como Sir John Falstaff
- Robert Pattinson como O Delfim
- Sean Harris como William Gascoigne
- Lily-Rose Depp como Catherine
- Ben Mendelsohn como o Rei Henrique IV
- Tom Glynn-Carney como Henry "Hotspur" Percy
- Thomasin McKenzie como Rainha Phillippa da Dinamarca
- Dean-Charles Chapman como Thomas
- Thibault de Montalembert como Rei Charles VI da França
- Edward Ashley como Richard de Cambridge
- Tara Fitzgerald como Hooper
- Andrew Havill como arcebispo de Canterbury
- Ivan Kaye como Lorde Scrope
- Steven Elder como Dorset
- Gergely Szűcs como Ferreiro
- Tom Lacroix como Gilrich
- Jeremy Chevillotte como Lorde Francês Steward
- Balogh Viktor como Bowman

## Produção

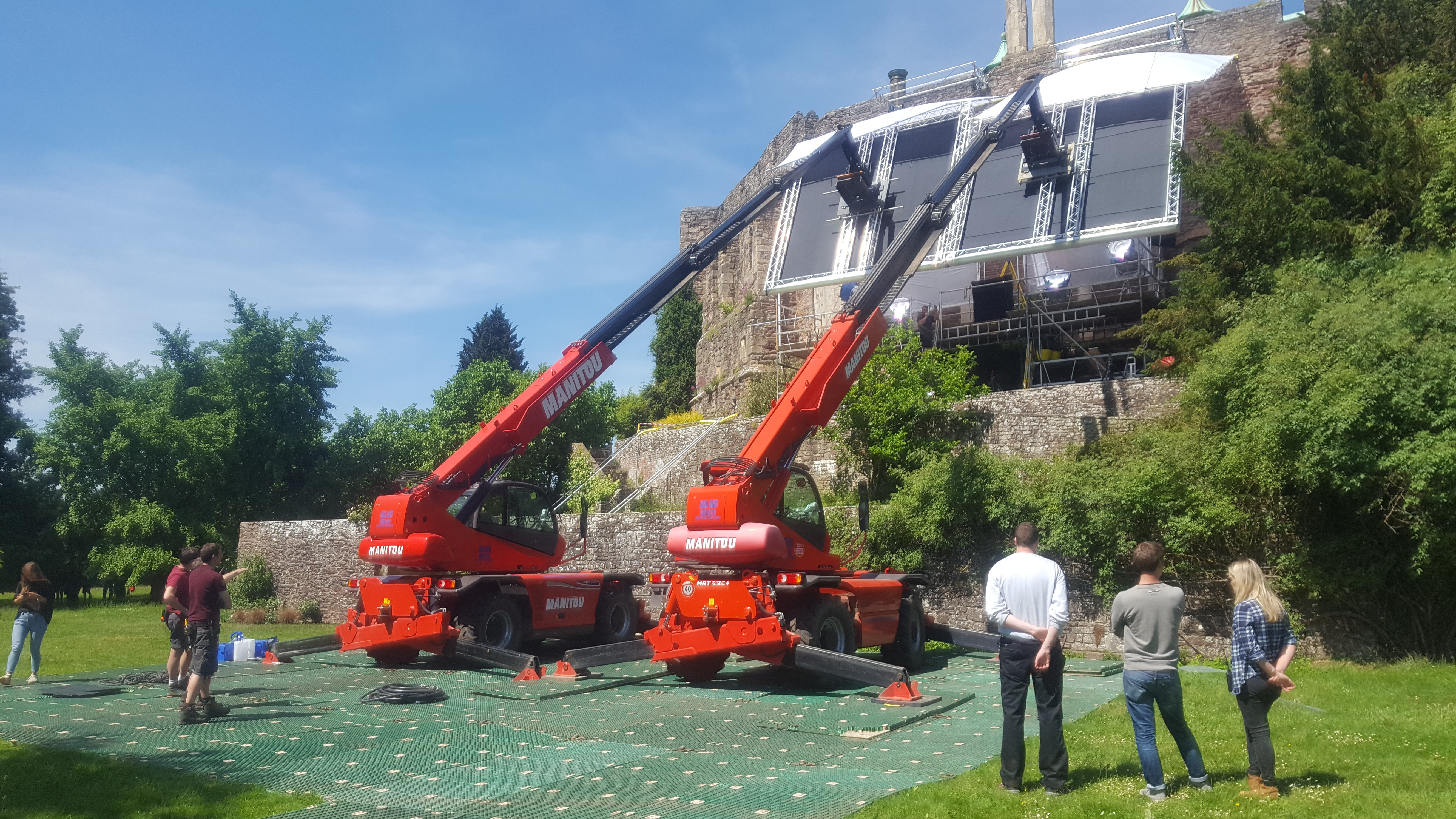
Filmagens no Castelo de Berkeley, Gloucestershire, Reino Unido.

Em 2013, foi revelado que Joel Edgerton e David Michôd haviam colaborado na elaboração de uma adaptação das peças de Shakespeare: Henry IV, Partes 1 e 2 e Henry V, para a Warner Bros. Imagens. Em setembro de 2015, foi anunciado que Michôd iria dirigir o projeto com a Warner Bros. produzindo e distribuindo o filme e Lava Bear.
Em fevereiro de 2018, Timothée Chalamet se juntou ao elenco do filme, com Brad Pitt, Dede Gardner, Jeremy Kleiner produzindo, ao lado de Liz Watts, sob sua bandeira do Plano B Entertainment . A Netflix distribuiu o filme em vez da Warner Bros. Em março de 2018, Edgerton se juntou ao elenco do filme. Em maio de 2018, Robert Pattinson, Ben Mendelsohn, Sean Harris, Lily-Rose Depp, Tom Glynn-Carney e Thomasin McKenzie se juntaram ao elenco do filme, com Dean-Charles Chapman ingressando em junho.
A fotografia principal começou em 1 de junho de 2018 e terminou em 24 de agosto.

### Locais de filmagem
As filmagens ocorreram em toda a Inglaterra e Szilvásvárad, na Hungria. Muitas cenas foram filmadas no local no Castelo de Berkeley, em Gloucestershire, Inglaterra.

## Liberação
O filme estreou no mundo no Festival de Veneza em 2 de setembro de 2019. Também foi exibido no BFI London Film Festival em 3 de outubro de 2019. Foi lançado em um lançamento limitado em 11 de outubro de 2019, antes de ser lançado em streaming digital em 1 de novembro de 2019.

## Resposta crítica
A revisão agregador site Rotten Tomatoes relatou uma classificação de 71% de aprovação com base em 80 comentários, com uma classificação média de 6,54 / 10. O consenso crítico do site diz: "Embora o rei às vezes seja menor do que a soma de suas partes impressionantes, o material fonte forte e as performances emocionantes fazem deste um drama do período digno de ser elogiado". Metacritic, que usa uma média ponderada, atribuiu ao filme uma pontuação de 62 em 100, com base em 28 críticos, indicando "críticas geralmente favoráveis".
O filme é particularmente mal recebido pelos historiadores, porque oferece “uma leitura ainda mais fantasiosa dos fatos históricos. Ficamos revoltados porque, em duas horas, esse tipo de filme acaba com todo o trabalho de mediação que fazemos aqui há oito anos”.

## Realidade histórica
O filme foi criticado por ser amplamente impreciso, tanto para a realidade quanto para a peça de Shakespeare. Sendo vagamente baseado em várias obras do dramaturgo inglês Shakespeare, o filme contém muitas das dramatizações e preconceitos históricos do seu material de origem, incluindo a introdução de personagens e episódios totalmente fictícios, bem como caracterizações errôneas de pessoas históricas, sendo o próprio Henrique V. Diferentemente das peças do século XVI, o filme foi recebido com críticas por historiadores, como Christophe Gilliot, diretor do museu francês "Centre Historique Médiéval d'Azincourt", que afirma que o filme oferece uma leitura tendenciosa da batalha de Agincourt ao idealizar os vencedores e que o filme sofre de várias inconsistências históricas.
Aqui está uma lista não exaustiva das liberdades históricas mais importantes presentes no filme e que não correspondem à realidade segundo o historiador Christophe Gilliot:
- O rei Henrique V não era humanista nem pacifista. O verdadeiro Henrique V era conhecido por ser beligerante, agressivo e cruel. A guerra contra a França não é consequência de uma conspiração travada contra o rei, mas da continuidade da política externa de seus ancestrais, reivindicando os direitos da coroa inglesa no trono da França. Henrique V queria estabelecer sua legitimidade. Após a Batalha de Agincourt, ele executou todos os prisioneiros franceses, a maioria deles reunidos em celeiros e queimados vivos, com as gargantas cortadas ou as cabeças esmagadas com marretas. Ele submeteu a população de Rouen à fome durante o cerco à cidade de julho de 1418 a janeiro de 1419, matando 35 mil pessoas em seis meses.[23]
- William Gascoigne não foi morto por Henrique V, mas afastado por ele no início de seu reinado, considerado muito próximo de seu pai.
- Henrique V nunca levou uma vida de devassidão em sua juventude.[23]
- Henrique V não desafiou ou matou Henrique "Hotspur" Percy para um duelo. No entanto, ele morreu na Batalha de Shrewsbury em 21 de julho de 1403. Henrique V também estava presente lá e quase perdeu a vida: ele recebeu uma flecha na bochecha direita que o deixou com uma cicatriz horrenda.[23]
- Henrique V nunca renunciou às suas responsabilidades como príncipe de Gales, herdeiro da coroa, e não foi a morte do irmão que o levou a aceitar a coroa. Além disso, este último não morreu no País de Gales, mas na França, e oito anos após a coroação de Henrique V.[23]
- A intervenção no filme do delfim da França, Louis de Guyenne, é fantasiosa. Ele nunca esteve presente no cerco de Harfleur ou na Batalha de Agincourt. Além disso, a versão caricata do personagem, interpretado por Robert Pattinson, o apresenta como um personagem rude, arrogante e cruel. Essa visão está longe da realidade: Louis de Guyenne, Delfim da França, que morreu aos dezoito anos de idade e dois meses após a batalha de Agincourt, era um jovem piedoso e modesto, com saúde frágil.[23]
- A Batalha de Agincourt não aconteceu em um lugar montanhoso e verdejante como mostra o filme, mas em campos de pousio e arados nas planícies. Além disso, foram os ingleses que tiveram a vantagem da altura do terreno e não os franceses como o filme sugere.[23]